# Río Kuseriak
El río Kuseriak (del ruso: Кусеряк) es un río del óblast de Tiumén, en Rusia. Es un afluente por la derecha del río Balajlei, que lo es río Vagái, que lo es a su vez del río Irtish, y este a su vez del río Obi, a cuya cuenca hidrográfica pertenece.

## Geografía
Su curso tiene 15 km de longitud. Nace a unos 89 m de altura en una zona de turberas 12 km al sureste de Bolshói Kuseriak y se dirige hacia el oeste en sus inicios, girando al norte en su curso medio para volver al oeste en el inferior hasta llegar a la anterior localidad, donde desemboca a 74 m de altura en el Balajlei, a 57 km de su desembocadura en el río Vagái en Utmarka.